# Jennifer Jacobs
Jennifer Jacobs es una periodista estadounidense que actualmente es corresponsal principal de Bloomberg News en la Casa Blanca.

## Primeros años y educación
Jacobs recibió una licenciatura en Lengua y Literatura Inglesa de la Universidad Estatal de Iowa en 1993.

## Carrera profesional
Jacobs comenzó su periodismo como reportera de asignación general para The Waterloo-Cedar Falls Courier en 1993, donde cubrió las noticias del metro y el gobierno de la ciudad, antes de convertirse en reportera de The Post-Standard en Syracuse en 1999.
Jacobs se convirtió en reportera política para The Des Moines Register en 2004, donde cubrió la legislatura y el gobierno estatal de Iowa, hasta que se trasladó a la política nacional después de los caucus de Iowa cuando fue nombrada reportera principal de política en 2011.
Jacobs se convirtió en reportera política nacional de Bloomberg varios meses antes de las elecciones presidenciales de 2016. Rápidamente fue nombrada reportera de la Casa Blanca, y en diciembre de 2019, Politico observó que «se la consideraba dentro del cuerpo de prensa como una de las mejores relaciones con Trump y su personal». Jacobs apareció en PBS, CNN y MSNBC.
Jacobs se convirtió en el blanco de la ira de la campaña presidencial de Trump de 2020 después de que Bloomberg News anunciara que no realizaría informes sobre ningún candidato de las primarias presidenciales del Partido Demócrata de 2020 después de que su propietario, Michael Bloomberg, anunciara que se postulaba para presidente. En febrero de 2020, Jacobs fue escoltada fuera de una conferencia de prensa de la campaña de Trump en Iowa.
En octubre de 2020, Jacobs dio a conocer la historia de que Hope Hicks, una alta funcionaria de la Casa Blanca y confidente cercana de Donald Trump, había sido diagnosticada con COVID-19. Poco después, varios republicanos de alto nivel y funcionarios de la administración Trump, incluido el propio Trump, dijeron que también habían sido infectados. Al señalar que la administración había intentado evitar que esta información se hiciera pública, la revista New York declaró que sin la primicia de Jacobs, «el mundo podría estar todavía a oscuras» sobre el brote de COVID-19 en la Casa Blanca.